# (36558) 2000 QP105
2000 QP105 (asteroide 36558) é um asteroide da cintura principal. Possui uma excentricidade de 0.13409300 e uma inclinação de 7.49701º.
Este asteroide foi descoberto no dia 28 de agosto de 2000 por LINEAR em Socorro.